# Сурзе
Сурзе (фр. Sursee, итал. Sursee) је град у средишњој Швајцарској. Сурзе је други по величини град у оквиру кантона Луцерн.

## Природне одлике
Сурзе се налази у средишњем делу Швајцарске. Од најближег већег града, Цириха град је удаљен 70 km западно. Луцерн је много ближи - удаљен је 25 km јужно.
Рељеф: Сурзе се налази у ободном, источном делу плодне и густо насељене Швајцарске висоравни, на приближно 500 метара надморске висине. Град се налази у питомој долини око Сурског језера. Непосредно јужно од града издижу се Бернски Алпи.
Клима: Клима у Сурзеу је умерено континентална.
Воде: Кроз Сурзе близу истока реке Суре из Сурског језера.

## Историја
Подручје Сурзеа је било насељено још у време праисторије и Старог Рима, али није имало велики значај.
Данашње насеље са датим називом први пут се спомиње 1264. године.
Током 18. века Сурзе се почиње развијати и јачати економски. Тада град добија одлике значајнијег насеља. После неколико бурних година под Наполеоном град се наставио развијати на свим пољима. Ово благостање града се задржало до дан-данас.

## Становништво
2008. године Сурзе је имао око 9.000 становника, што је три пута више него пре једног века. Од тога приближно 16,9% су страни држављани.
Језик: Швајцарски Немци чине традиционално становништво града и немачки језик је званични у граду и кантону. Међутим, градско становништво је током протеклих неколико деценија постало веома шаролико, па се на улицама Сурзеа чују бројни други језици. Тако данас немачки говори 86,9% градског становништва, а прате га српскохрватски (2,8%) и албански језик (2,8%).
Вероисповест: Месни Немци су од давнина римокатолици. Међутим, последњих деценија у граду се знатно повећао удео других вера. Данас су веома бројни римокатолици (74,5%) и протестанти (9,8%), а потом следе атеисти, муслимани, православци.

## Галерија слика
- Градска римокатоличка црква
- Градска кућа
- Стари град
- Градско позориште